# Калініно (Вурнарський район)
Калі́ніно (рос. Калинино, чув. Нурăс) — село у складі Вурнарського району Чувашії, Росія. Адміністративний центр Калінінського сільського поселення.
Населення — 1343 особи (2010; 1493 у 2002).
Національний склад:
- чуваші — 91 %